# 노드 4

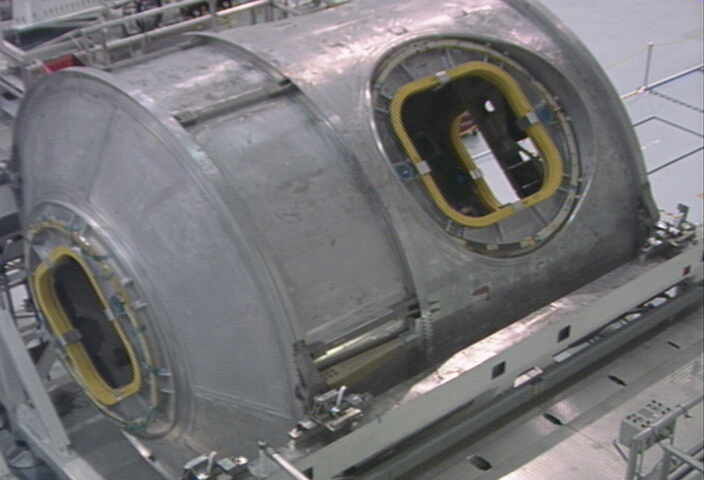
2010년 우주정거장 정비 시설에서의 노드 구조 시험체.

노드 4(Node 4) 또는 도킹 허브 시스템(Docking Hub System, DHS)은 국제우주정거장에 제안된 모듈로, 2011년 NASA에서 40개월간의 개발 및 제작을 통해 2013년 후반기에 발사할 계획을 세웠었다.
노드 4는 노드 구조 시험체(Node Structural Test Article, STA)를 사용해 제작한 후 하모니 모듈의 앞쪽 도킹 포트에 결합할 계획이었다. 노드 구조 시험체는 당초 노드 1이 될 예정이었으나 제작 도중 구조적 문제가 발견되어 케네디 우주 센터 창고에 보관되었고, 노드 2가 노드 1이 되어 유니티 모듈로서 발사되었다.
우주왕복선 계획이 종료됨에 따라, 노드 4를 발사할 때 애틀러스 V나 델타 IV를 사용하는 방안이 검토되었다.
2011년 12월 보잉에서 노드 4를 국제우주정거장에서 제작하여 지구-달 라그랑주 점으로 보낼 엑스퍼레이션 게이트웨이 플랫폼의 중심 부분으로서 사용하는 방안을 제시했다. 보잉에서는 노드 4에 에어락과 다목적 보급 모듈 등을 부착하여 달 착륙선 보조나 연료 보급 기지로 사용한다는 계획을 세웠다.
2020년 6월 상업 우주 개발 사업자들을 위한 공간을 마련하기 위해 노드 구조 시험체가 우주정거장 정비 시설에서 왕복선 착륙 시설로 옮겨졌다.

## 같이 보기
- ISS 추진 모듈